# قله ویکونا
قله ویکونا در آبشارهای شمالی جنوب غربی بریتیش کلمبیا، کانادا واقع شده‌است. رواناب نزولات جوی از قله به سمت غرب به سرچشمه رودخانه اندرسون شرقی یا از شرق به سرچشمه رودخانه سرد می‌ریزد. این کوه به‌خاطر شترچه، به عنوان بخشی از موضوع نام حیوانات برای چندین قله دیگر که توسط فیلیپ کوبیک از اولین مهمانی صعود در سال ۱۹۷۴ ارسال شده بود، نامگذاری شد. نام این کوه به‌طور رسمی در ۵ فوریه ۱۹۷۶ توسط هیئت نام‌های جغرافیایی کانادا پذیرفته شد.
تاریخ شکل‌گیری کوه‌های آبشار به میلیون‌ها سال پیش به اواخر دوره ائوسن برمی گردد. با غلبه بر صفحه آمریکای شمالی بر صفحه اقیانوس آرام، اپیزودهای فعالیت آذرین آتشفشانی ادامه یافت. علاوه بر این، قطعات کوچکی از لیتوسفر اقیانوسی و قاره ای به نام زمینگان کسکیدز شمالی را در حدود ۵۰ میلیون سال پیش ایجاد کردند.